# Banj brdo
Banj brdo (en serbe cyrillique : Бањ брдо) est un faubourg de Banja Luka, la capitale de la république serbe de Bosnie, Bosnie-Herzégovine.
Banj brdo est situé au sud du centre ville de Banja, sur la rive droite de la rivière Vrbas. Le faubourg est constitué d'une colline boisée qui est un lieu de promenade pour les habitants de Banja Luka. En plus d'un vaste panorama sur la ville, on y trouve le monument aux combattants morts pour la Krajina de Bosnie (1941-1945).
Autrefois, la colline de Banj brdo portait le nom de Šehitluci. Elle s'élève à une altitude de 431 m.